# Суботина (Юргінський район)
Субо́тина (рос. Субботина) — присілок у складі Юргінського району Тюменської області, Росія.
Населення — 31 особа (2010, 42 у 2002).
Національний склад станом на 2002 рік:
- росіяни — 100 %